# Маріна Шьоккетті
Маріна Шьоккетті (італ. Marina Sciocchetti, 13 листопада 1958) — італійська вершниця.
Срібна призерка Олімпійських Ігор 1980 року в командному триборстві.